# حملات ژوئن ۲۰۱۷ لندن
حملات ژوئن ۲۰۱۷ لندن حدود ساعت ۲۲:۰۸ روز شنبه ۳ ژوئن ساعت تابستانی بریتانیا با چند حمله در مرکز لندن به وقوع پیوست. این سومین حمله عمده در بریتانیا طی سه ماه گذشته بود.
پلیس لندن در اطلاعیه‌ای گفت که سه مهاجم ابتدا با یک کامیونت حمله را روی پل لاندن بریج با زیر گرفتن عابران آغاز کرده‌اند و بعد به منطقه بارو مارکت رفته و با چاقو به یک پلیس ترافیک و مشتریان یک رستوران در منطقه واوکس‌هال حمله کرده‌اند.
گروه موسوم به داعش مسئولیت حمله را به عهده گرفت.

## حملات

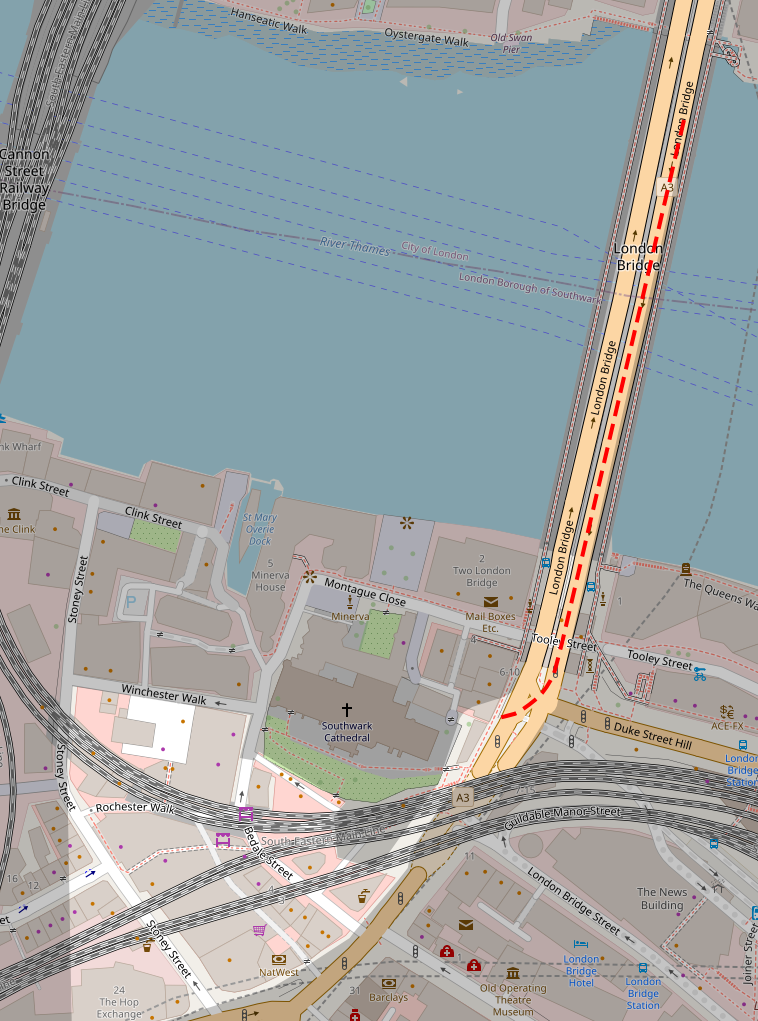
مسیر حملات ژوئن ۲۰۱۷ لندن

حوادث لندن نخست با تهاجم یک کامیونت سفید آغاز شد که با سرعت حدود هفتاد کیلومتر به سمت عابران پیاده بر روی لاندن بریچ رفته‌است. حمله بعدی به فاصله زمانی کم و در نزدیکی محل این حادثه روی داد که طی آن افرادی در محلهٔ بارو مارکت با ضربات کارد مورد حمله قرار گرفتند. صدای تیراندازی نیز در همان محل بگوش رسیده‌است.

## تلفات و خسارات
| ملیت     | کشته‌شدگان | مجروحان |
| -------- | --------- | ------- |
| بریتانیا | ۵         | ۳۳      |
| فرانسه   | ۱         | ۶       |
| کانادا   | ۱         | ۰       |
| استرالیا | ۰         | ۴       |
| آلمان    | ۰         | ۲       |
| یونان    | ۰         | ۱       |
| نیوزیلند | ۰         | ۱       |
| اسپانیا  | ۰         | ۱       |
| مجموعاً   | ۷         | ۴۸      |

پلیس لندن گفت در این حملات ۷ کشته و ۴۸ مجروح و سه مرد مهاجم نیز کشته شده‌اند.
حال ۲۱ نفر از مجروحین وخیم اعلام شده‌است.
یک مأمور پلیس ترافیک به شدت مجروح شده‌است. پلیس گفت سه مرد مهاجم تنها هشت دقیقه بعد از شروع حملات با شلیک پلیس کشته شده‌اند. یکی از مهاجمان چیزی شبیه جلیقه انفجاری بر تن داشت اما بعداً معلوم شد که آن قلابی بوده‌است.
چند روز پس از حادثه پلیس اعلام کرد که جسد دیگری در رود تیمز در نزدیکی لایم هاوس از آب گرفته‌شده‌است. هشتمین قربانی این حمله خاویر توماس، ۴۵ ساله با ملیت فرانسوی اعلام شد.

## اقدامات امنیتی
پلیس لندن خیابانهای اطراف محل حادثه و نیز ایستگاه‌های مترو را بسته‌است و از عبور و مرور افراد جلوگیری می‌کند. مقامات حمل و نقل لندن گفتند ایستگاه قطار لندن به دستور پلیس بسته شده‌است.

## مهاجمان حمله
پلیس بریتانیا روز دوشنبه ۵ ژوئن ۲۰۱۷ هویت دو نفر از سه مهاجم حملات تروریستی اخیر را اعلام کرد.
یکی از مهاجمان خرم شازاد بات ۲۷ ساله متولد پاکستان و شهروند بریتانیا است که متأهل و صاحب فرزند است و در منطقه بارکینگ در شرق لندن زندگی می‌کرده‌است. نفر دوم رشید رضوان سی ساله اعلام شده‌است. رشید رضوان ادعا کرده بود که تابعیت لیبی و همچنین مراکش را دارد. این دو نفر بهمراه نفر سوم به ضرب گلوله پلیس کشته شدند.
گروه داعش مسئولیت حمله را به عهده گرفت. این گروه گفت که حمله توسط گروهی از فرستادگان داعش انجام شد.
در ۶ ژوئن اعلام شد که یوسف زغبه، با ملیت ایتالیایی، که در سال ۱۹۹۵ در فاس مراکش متولد شده سومین مهاجم روی‌داد حملهُ تروریستی است. در ماه مارس ۲۰۱۶ مأموران ایتالیایی یوسف زغبه را در فرودگاه بولونیا متوقف کرده بودند و با پیدا شدن مواد مربوط به آی‌اس بر روی تلفن همراهش ادامه سفر او به استانبول متوقف شد.
خرم شازاد بات ۲۷ ساله که خانواده‌اش از جهلوم، پاکستان آمده‌اند، ولی خود در انگلستان پرورش بافته در بخش پلیستو لندن زندگی می‌کرد. او با گروه افراطی غیرقانونی و جهادگرای سلفی «المهاجرون» که با دیگر مظنونان تروریستی در بریتانیا وابسته است در ارتباط بوده‌است. او در سیستم حمل و نقل لندن کار می‌کرد و دارای همسر و دو فرزند بود. او به داشتن دیدگاه‌های افراطی کاملاً شناخته‌شده و از سوی دو مسجد محلی نیز منع شده بود. در سال ۲۰۱۶، او در یک مستند تلویزیونی کانال۴ بریتانیا (The Jihadis Next Door جهادی‌های همسایه)، ظاهر شد که او را در بحث و مجادله با پلیس بر سر برافراشتن یک پرچم القاعده در ریجنتز پارک لندن نشان می‌داد. او از راه ویدیوهای یوتیوب تحت تأثیر «احمد موسی جبرئیل»مستقر در میشیگان آمریکا، قرار داشت.

## واکنش‌ها

### داخلی
- ترزا می، نخست‌وزیر بریتانیا، گفت حمله به‌طور بالقوه به عنوان حمله تروریستی دیده می‌شود.[۷]وی خواهان تدابیر سخت‌تری در جنگ با افراط‌گرایی اسلامی شد. ترزا می گفت آنها با یک ایدئولوژی شیطانی افراط‌گرایی اسلامی که تنها بذر کینه و نفرت و تفرقه و فرقه‌گرایی می‌پاشند به همدیگر وصل هستند.[۵]
- احزاب اصلی سیاسی بریتانیا کمپین انتخاباتی خود را به احترام قربانیان این حمله معلق کردند. اما حزب راستگرای استقلال گفت در مقابل افراط‌گراها کوتاه نمی‌آید و کمپین انتخاباتی را متوقف نمی‌کند.[۵]
- صادق خان، شهردار لندن، در بیانیه‌ای این حملات را «وحشیانه» توصیف کرده و آن را محکوم کرد.[۱۰]
- هارون خان، دبیرکل شورای مسلمانان بریتانیا بیانیه‌ای صادر کرد و طی آن حملات شنبه شب لندن را محکوم کرد و نوشت: «مسلمانان در همه‌جا از حملاتی که توسط این بزدلان صورت گرفته و جان هم‌میهنان بریتانیایی ما را گرفته، منزجر و عصبانی‌اند. روی دادن این حملات آن هم در ماه رمضان که خیلی از مسلمانان به روزه‌داری و نیایش مشغولند نشان می‌دهد که مهاجمان نه به زندگی وقعی می‌دهند و نه به اعتقادات دینی پایبندند.»[۷]
- جرمی کوربین، رهبر رهبر حزب کارگر؛ تیم فرن، رهبر حزب لیبرال دموکرات؛ و نیکولا استورجن، رهبر حزب ملی اسکاتلند، حملات لندن را محکوم نموده و از مأموران پلیس و امدادگران ستایش کردند.[۷]

### خارجی
بسیاری از رهبران جهان این حمله را با شدیدترین لحن محکوم کرده و اعلام کردند که در مبارزه با تروریسم در کنار بریتانیا خواهند ایستاد.
- کاخ سفید گفت پرزیدنت دونالد ترامپ در جریان آخرین رویدادهای لندن قرار گرفته و وزارت امور خارجه آمریکا نیز اعلام کرد دولت آمریکا آماده کمک کردن به بریتانیاست. وزارت خارجه ایالات متحده در بیانیه خود این حملات را «حملات بزدلانه به غیرنظامیان بی‌گناه در لندن» نامیده‌است.[۱۰]
- امانوئل مکرون رئیس‌جمهور فرانسه در بیانیه‌ای اعلام کرد که این کشور بیش از هر زمان دیگری در کنار بریتانیا ایستاده‌است.[۱۰]

## طرح ۴ ماده‌ای ترزا می
روز یکشنبه چهارم ژوئن ۲۰۱۷ ترزا می نخست‌وزیر بریتانیا پس از جلسه اضطراری کابینه به نام کبری در مورد حمله تروریستی لندن طرح چهار مرحله‌ای زیر را برای مقابله با افراط‌گرایی و تروریسم ارائه کرد:
- باید به ایدئولوژی اسلام‌گرایانه غلبه کرد. ایدئولوژی شیطانی اسلام‌گرایان افراطی منادی نفرت، مبشر اختلاف و مروج فرقه‌گرایی است. این ایدئولوژی بر آن است تا ارزش‌های غربی همانند صلح و دمکراسی با اسلام در پیوند قرار نگیرند. ترزا می ایدئولوژی افراطیون را انحراف از اسلام و انحراف از حقیقت خواند.
- فضای مجازی و محیط اینترنت نباید برای افراط‌گرایان محلی امن و بستر فعالیت باشد. این فضا باید بهینه‌تر کنترل شود و مقرراتی داشته باشد که مانع تحرکات و ارتباط‌های تروریست‌ها شود.
- فضاهای امن که تروریست‌ها بدان دست یافته‌اند باید پس گرفته شوند. باید با اقدامات نظامی شبه‌نظامیان داعش در سوریه و عراق را عقب راند اما بریتانیا نیز جداگانه به یک راه مقابله نیاز دارد. در بریتانیا بیش از حد نسبت به افراط‌گرایان مدارا به خرج داده شده و کار دشواری در پیش است تا آنها از جامعه و خدمات عمومی بیرون رانده شوند.
- استراتژی «ضد ترور» در بریتانیا باید بازنگری شود تا پلیس و نیروهای مسلح همه ابزارهای ضرور برای رویارویی با افراطیون را در دست داشته باشند. طولانی‌تر شدن مدت حبس افراد مظنون به عملیات تروریستی یکی از این راهکارهاست.[۲۵]

## تاریخچه

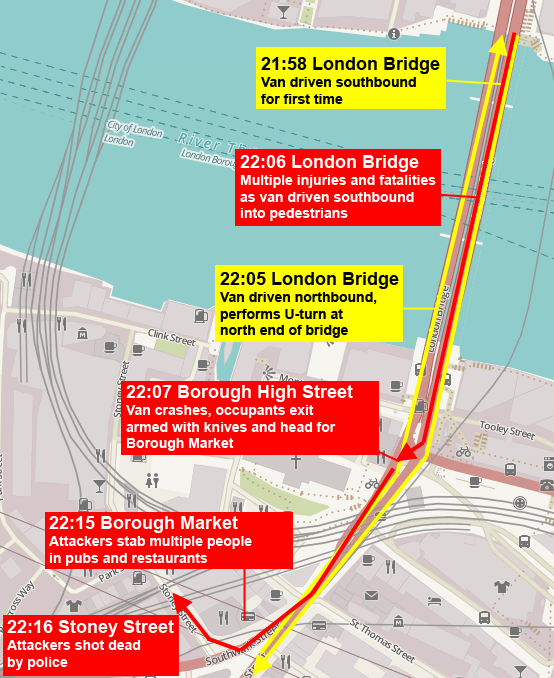
نقشه حرکت کامیون از پل به سمت بارو مارکت

این سومین حمله تروریستی در سال ۲۰۱۷ در انگلستان می‌باشد. در ماه مارس ۵ نفر در یک حمله تروریستی در وست‌مینستر لندن با زیر گرفته شدن بوسیله کامیون و حمله با چاقو کشته شدند. در ماه مه گذشته در یک بمب‌گذاری در پایان کنسرت آریانا گرانده در منچستر آرنا توسط یک بمبگذار انتحاری ۲۲ نفر کشته شدند.